# حوت مصري
الحوت المصري (الاسم العلمي:†Aegyptocetus) هو جنس منقرض من الثدييات يتبع فصيلة الحيتان الأولية من رتبة مزدوجات الأصابع.